# Longitarsus grobbelaariae
Longitarsus grobbelaariae Biondi & D'Alessandro, 2008 è un coleottero appartenente alla famiglia Chrysomelidae.

## Etimologia
Il nome proprio della specie è in onore della curatrice Elizabeth Grobbelaar, in riconoscimento della sua preziosa collaborazione, che lavora alla SANC, istituto di ricerca della città di Pretoria che si occupa della protezione delle piante

## Caratteristiche
Nell'ambito del vasto genere Longitarsus, solo due gruppi contengono specie dal tegumento di colore nero: il Longitarsus capensis group e il Longitarsus anchusae group.
Le seguenti caratteristiche morfologiche contraddistinguono i due gruppi nell'ambito del genere e sono utili ai fini di una precisa identificazione anche nell'ambito del singolo gruppo:
1. il capo ha la parte apicale punteggiata e la parte frontale con alcune forature presenti lungo le scanalature;
2. le elitre all'apice sono subtroncate o ampiamente arrotondate in modo indipendente;
3. il callo omerale è sempre assente nel capensis group, mentre è raramente sviluppato nell'anchusae group;
4. le ali posteriori sono di dimensioni ridotte (le specie del capensis group sono subattere; le specie dell'anchusae group sono brachittere, subbrachittere o macroptere)
5. la spermateca è grande (generalmente più di 0,30mm) con condotti spesso di forma arcuata, di solito non arrotolati;
6. il lobo mediano dell'edeago è ampiamente sclerotizzato e nella parte mediana apicale ha un piccolo dente e un solco ventrale chiaramente visibile;
7. le elitre sono ricoperte da una fitta punteggiatura senza segni di striature anche nella zona suturale[1].

Questa specie ha, mediamente, la lunghezza delle elitre di 1,20mm; la lunghezza del pronoto di 0,51mm e la lunghezza del lobo mediano dell'edeago di 0,73mm.

## Distribuzione
L'olotipo maschile è stato reperito in Sudafrica: all'interno dello Ntinginono Eco Center, nella riserva naturale di Vryheid Hill, nella provincia del KwaZulu-Natal.

## Habitat
E in stretta associazione con piante della famiglia Boraginaceae, caratteristica che ha in comune con i Longitarsus appartenenti al L. anchusae group.

## Tassonomia
Appartiene al Longitarsus capensis group, diffuso nell'area dell'Africa meridionale e non in relazione con il Longitarsus anchusae group, a diffusione prevalentemente mediterranea.
Al 2015 non sono note sottospecie.